# 天狗長吻鰩
天狗長吻鰩（学名：Dipturus tengu），又名天狗老板鯆、長鼻鰩、魴仔，为軟骨魚綱鰩目鰩科長吻鰩屬下的一个种，分布於西太平洋日本至東海海域，深度45至400公尺，體長可達113公分，棲息在沙泥底質海域，為底棲性魚類，肉食性，以無脊椎動物與硬骨魚為食，卵生，生活習性不明。该物种的模式产地在日本。